# Gaubitsch
Gaubitsch è un comune austriaco di 870 abitanti nel distretto di Mistelbach, in Bassa Austria. Nel 1973 il comune è stato soppresso e accorpato a quello di Unterstinkenbrunn nel nuovo comune di Gartenbrunn, ma nel 1995 Gaubitsch e Unterstinkenbrunn hanno riacquistato la loro autonomia amministrativa.